# Сент-Эньян-де-Крамениль
Сент-Энья́н-де-Крамени́ль (фр. Saint-Aignan-de-Cramesnil) — коммуна во Франции, находится в регионе Нижняя Нормандия. Департамент коммуны — Кальвадос. Входит в состав кантона Бургебюс. Округ коммуны — Кан.
Код INSEE коммуны — 14554.

## Население
Население коммуны на 2010 год составляло 505 человек.
| 1962 | 1968 | 1975 | 1982 | 1990 | 1999 | 2010 |
| ---- | ---- | ---- | ---- | ---- | ---- | ---- |
| 330  | 337  | 363  | 332  | 325  | 361  | 505  |

## Экономика
В 2010 году среди 304 человек трудоспособного возраста (15—64 лет) 239 были экономически активными, 65 — неактивными (показатель активности — 78,6 %, в 1999 году было 71,7 %). Из 239 активных жителей работали 227 человек (116 мужчин и 111 женщин), безработных было 12 (7 мужчин и 5 женщин). Среди 65 неактивных 32 человека были учениками или студентами, 19 — пенсионерами, 14 были неактивными по другим причинам.